# Platynereis coccinea
Platynereis coccinea är en ringmaskart som först beskrevs av Delle Chiaje 1822.  Platynereis coccinea ingår i släktet Platynereis och familjen Nereididae. Arten har ej påträffats i Sverige. Inga underarter finns listade i Catalogue of Life.